# Duino-Aurisina
Duino-Aurisina (in sloveno Devin-Nabrežina, in dialetto triestino Duin-Aurisina) è un comune italiano sparso di 8 166 abitanti del Friuli-Venezia Giulia, situato a nord di Trieste. Prende il nome da Duino e Aurisina, i due maggiori dei cinque comuni che nel 1928 furono soppressi (insieme a Malchina, San Pelagio e Slivia) per costituire il nuovo ente. La sede municipale si trova ad Aurisina, precisamente nel sobborgo Cave.

## Geografia fisica
Il territorio include parte del Carso costiero e la riviera triestina, affacciati sull'insenatura più settentrionale del mar Adriatico, il golfo di Panzano, fungendo da collegamento tra il polo di Trieste e l'area giuliana-isontina e friulana-udinese, nonché tra il Carso interno ed il mare.
Immerso in un ambiente carsico il comprensorio comunale è caratterizzato dagli elementi tipici di questo ambiente: doline, grotte, foibe, scarsità di acque di superficie ecc. Anche la flora e la fauna sono quelle tipiche del Carso. Il punto più elevato del territorio comunale è rappresentato dai 343 metri del Colle di Ternova. Lungo la fascia costiera il clima e la vegetazione sono invece di tipo mediterraneo, e vi si trova anche la Riserva naturale delle Falesie di Duino, istituita nel 1996.

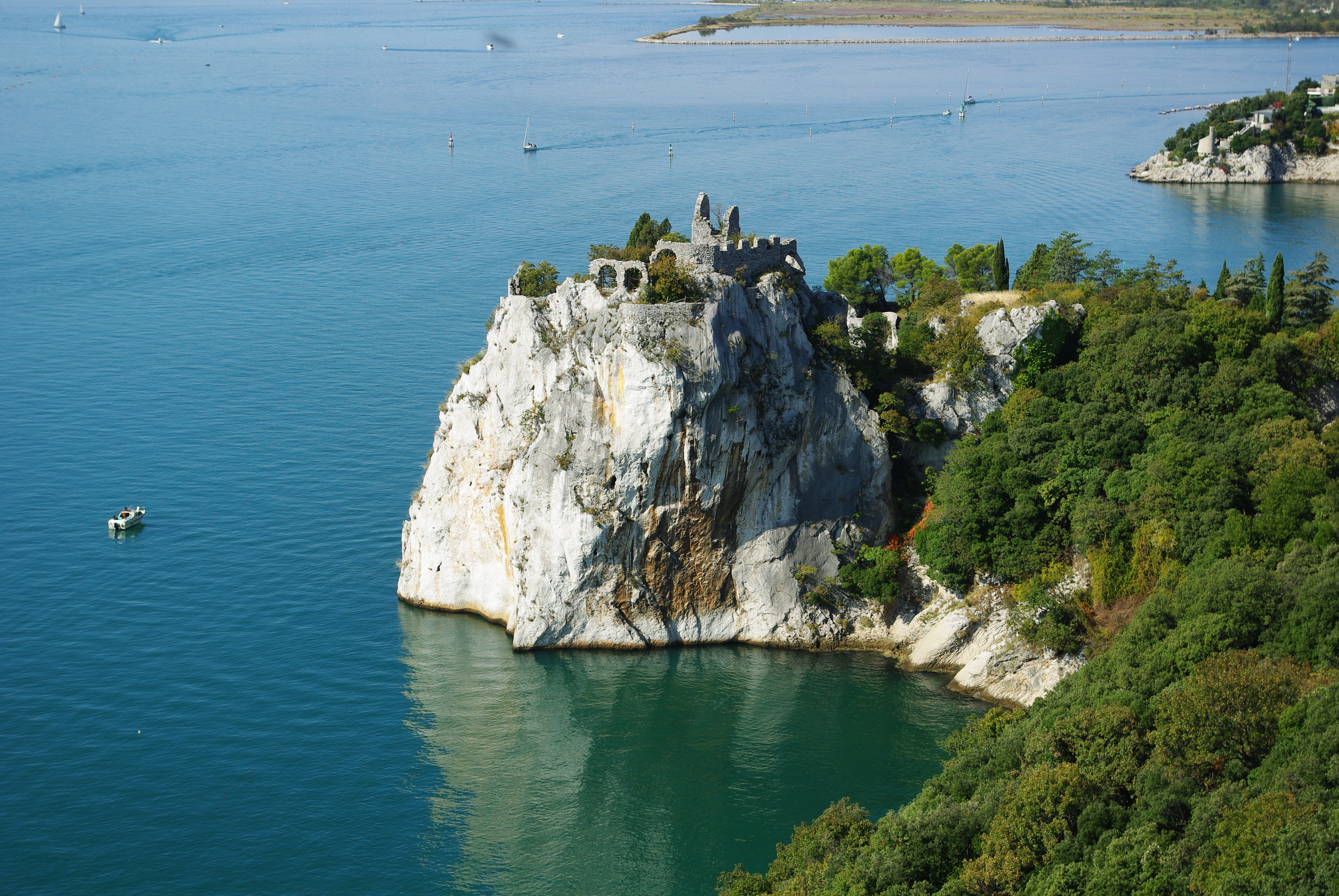
Rovine del vecchio castello in prossimità del Castello di Duino.

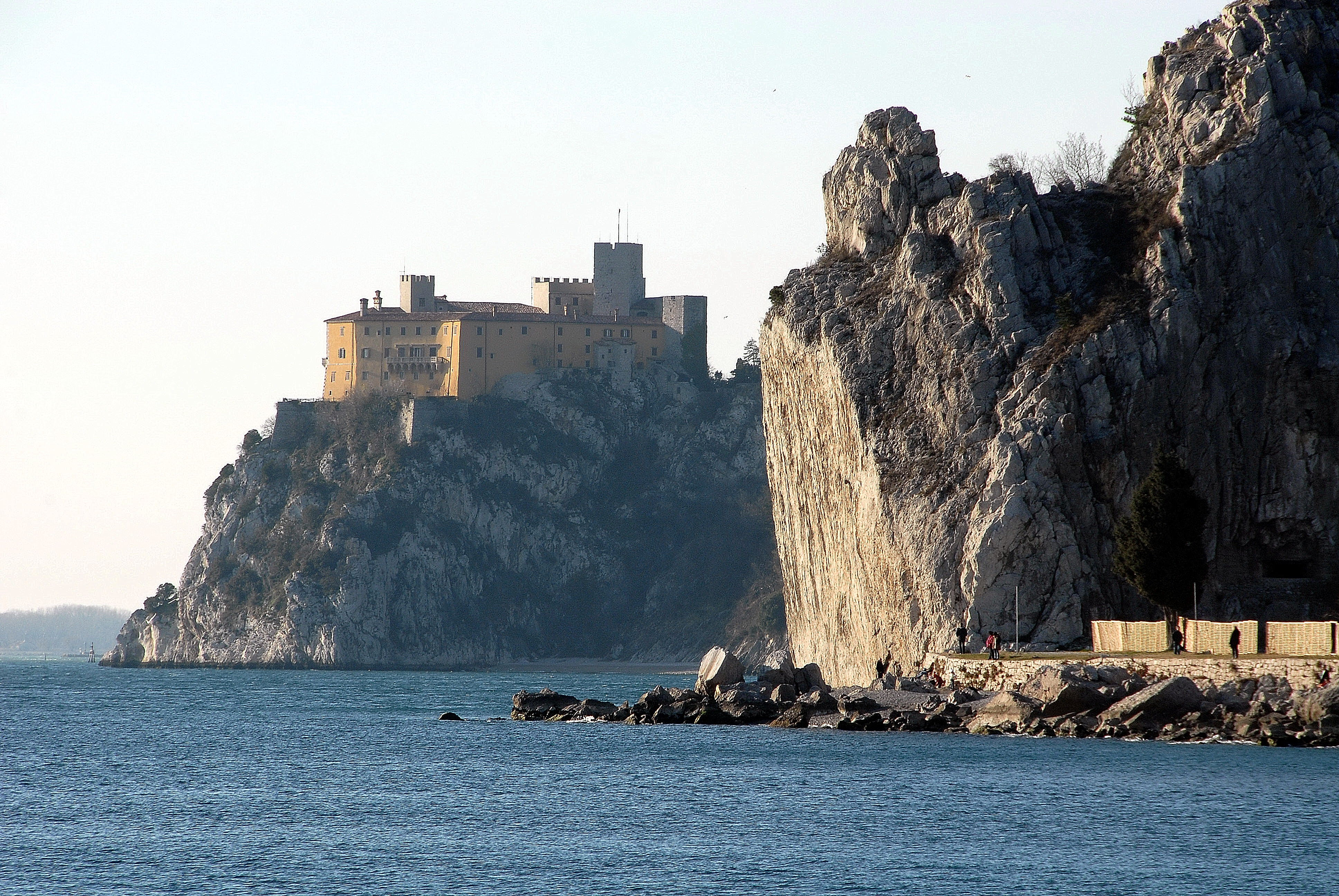
Castello di Duino fotografato dalla Baia di Sistiana

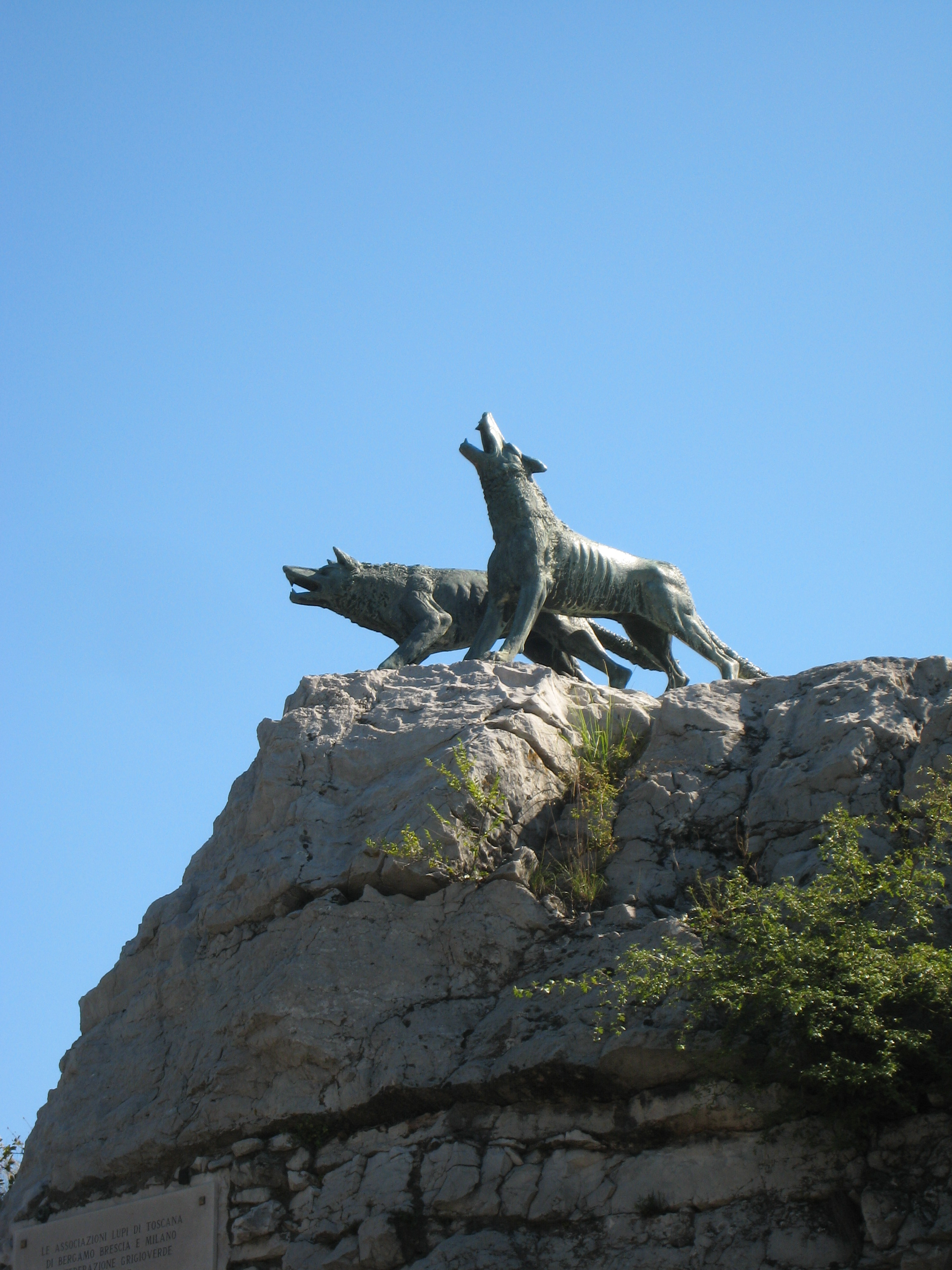
San Giovanni di Duino - Il monumento alla Brigata Lupi di Toscana

## Storia
Abitato già in epoche remote (ritrovamenti del Riparo di Visogliano e della Caverna Pocala) nel comprensorio si insediarono varie popolazioni pre-romane come Euganei, Veneti e Histri. Con la fondazione della colonia di Aquileia si affacciò nella regione la potenza romana.
Il periodo della dominazione romana fu molto importante in quanto portò un grande sviluppo economico grazie all'apertura della cava di Aurisina (chiamata tutt'oggi Cava Romana), all'utilizzazione dei porticcioli presenti sulla costa ed alla diffusione della viticultura. L'apprezzata pietra di Aurisina venne utilizzata per edificare Aquileia e i più importanti monumenti romani di Ravenna. Le bocche del fiume Timavo segnavano il limite tra l'agro aquileiese e quello tergestino, con l'attuale territorio comunale che dunque ricadeva in quest'ultimo.
L'impatto delle invasioni barbariche fu molto forte stante la vicinanza con le Alpi Giulie e Carso (non ancora Alpi Giulie, ma Alpi Dinariche),
che vista la loro modesta altezza rappresentarono una porta ideale per le calate dei barbari verso l'Italia.
La storia del comune è legata a doppio filo con le vicende storiche seguite dall'abbazia di San Giovanni al Timavo o di Tuba e dal Castello di Duino. La signoria duinese risale, almeno, al 1211 (se ne fa menzione nei documenti relativi alla Pace del Timavo). Prima vassalli del patriarca di Aquileia poi del Margravio d'Istria infine capitani dei conti di Gorizia. Nel 1366 si dichiararono fedeli agli Asburgo. La famiglia dei Duinati si estinse nel 1395, sostituita nel comando dai Walsee. Nel 1587 la signoria passò ai milanesi Della Torre di Valsassina.
Nel 1850 Duino era sede di un vasto comune che comprendeva anche località ora poste al di fuori dei confini odierni come Jamiamo e Brestovizza. Era posto sotto la giurisdizione del distretto di Sesana. Nel 1853, in seguito anche di richieste provenienti dagli stessi duinesi che consideravano Sesana troppo lontana vi fu una modifica nelle delimitazioni amministrative. Sotto il comune di Duino rimanevano solo San Giovanni, Medeazza e Jamiano; il comune venne inserito nel distretto di Gradisca e, dal punto di vista giudiziario, dipendeva dalla pretura di Monfalcone.
Vennero inoltre elevati a rango di comuni amministrativi quelli che prima erano solamente comuni censuari quali Aurisina, Slivia, Malchina e San Pelagio. Questi altri comuni continuarono a essere sottoposti alla giurisdizione del distretto di Sesana e della pretura di Comeno.
Nella seconda metà dell'Ottocento (1857) venne creata la ferrovia collegante Vienna con Trieste gestita dalla Società per la ferrovia meridionale. Questa opera rivoluzionò il tessuto socioeconomico del territorio comunale. Aurisina divenne nodo ferroviario di primaria importanza per i traffici tra l'Italia e il centro-Europa e vennero riattivate, in occasione dei lavori di costruzione della linea ferrata, le antiche cave di marmo. Ciò rianimò l'attività economica fino a quel momento legata ad una povera agricoltura di sussistenza, tanto che il territorio comunale fu terra di immigrazione per molti operai provenienti sia dal Carso che dal Friuli.
Nel 1906 a Duino si suicidò il noto fisico austriaco Ludwig Boltzmann.
Durante la prima guerra mondiale il territorio comunale fu teatro di pesanti combattimenti (Battaglie dell'Isonzo) tra le truppe italiane e quelle austroungariche, soprattutto nella zona del Monte Ermada.
Al termine della guerra il territorio passò al Regno d'Italia e nel 1923 venne inserito nella provincia di Trieste.
Come anticipato, il comune di Duino-Aurisina venne istituito nel 1928 con la fusione di cinque comuni preesistenti.
Durante la seconda guerra mondiale, tra il settembre 1943 e la primavera del 1945 il comune fece parte del Litorale Adriatico direttamente controllato dalla Germania. Nel maggio 1945 vi giunsero l'esercito jugoslavo e quello neozelandese. La presenza delle truppe jugoslave sul territorio durò per poco più di un mese. Dal 1947 al 1954 fece parte della zona A del Territorio Libero di Trieste, e venne riaggregato alla Repubblica Italiana il 26 ottobre 1954.
Pur facendo parte della provincia di Trieste, il territorio del comune è interamente sotto la giurisdizione ecclesiastica dell'arcidiocesi di Gorizia.

### Simboli
Lo stemma e il gonfalone sono stati concessi con decreto del presidente della Repubblica n. 4054 del 19 luglio 1986.
Stemma
Gonfalone
Bandiera
La bandiera municipale, concessa con DPR del 9 agosto 2024, è costituita da un drappo di rosso.

## Monumenti e luoghi d'interesse

### Architetture religiose
- Chiesa di San Giovanni in Tuba
- Chiesa di San Giovanni Battista a San Giovanni di Duino
- Chiesa di San Nicolò Vescovo a Malchina
- Chiesa di San Pelagio a San Pelagio
- Chiesa di Santa Maria Maddalena a Slivia
- Chiesa di San Rocco ad Aurisina
- Chiesa dello Spirito Santo a Duino
- Castello Nuovo e Castello Vecchio di Duino

### Architetture miltiari
- Castellieri di Slivia

### Aree naturali
- Risorgive del Timavo
- Zona del Monte Ermada
- Riserva naturale delle Falesie di Duino
- Baia di Sistiana
- Sentiero Rilke
- Grotta Pocala di Aurisina
- Grotta delle Torri di Slivia

### Aree archeologiche
- Grotta del Mitreo
- Cava Romana di Aurisina
- Sito paleontologico del Villaggio del Pescatore (resti di dinosauro)
- Riparo sotto roccia di Visogliano che, oltre a resti fanunistici e litici, ha dato alla luce sei resti fossili, cinque denti e un frammento di mandibola, attribuiti a individui della specie Homo heidelbergensis, vissuti tra 500 000 e 350 000 anni BP[11].

## Società

### Evoluzione demografica
Abitanti censiti

### Lingue e dialetti

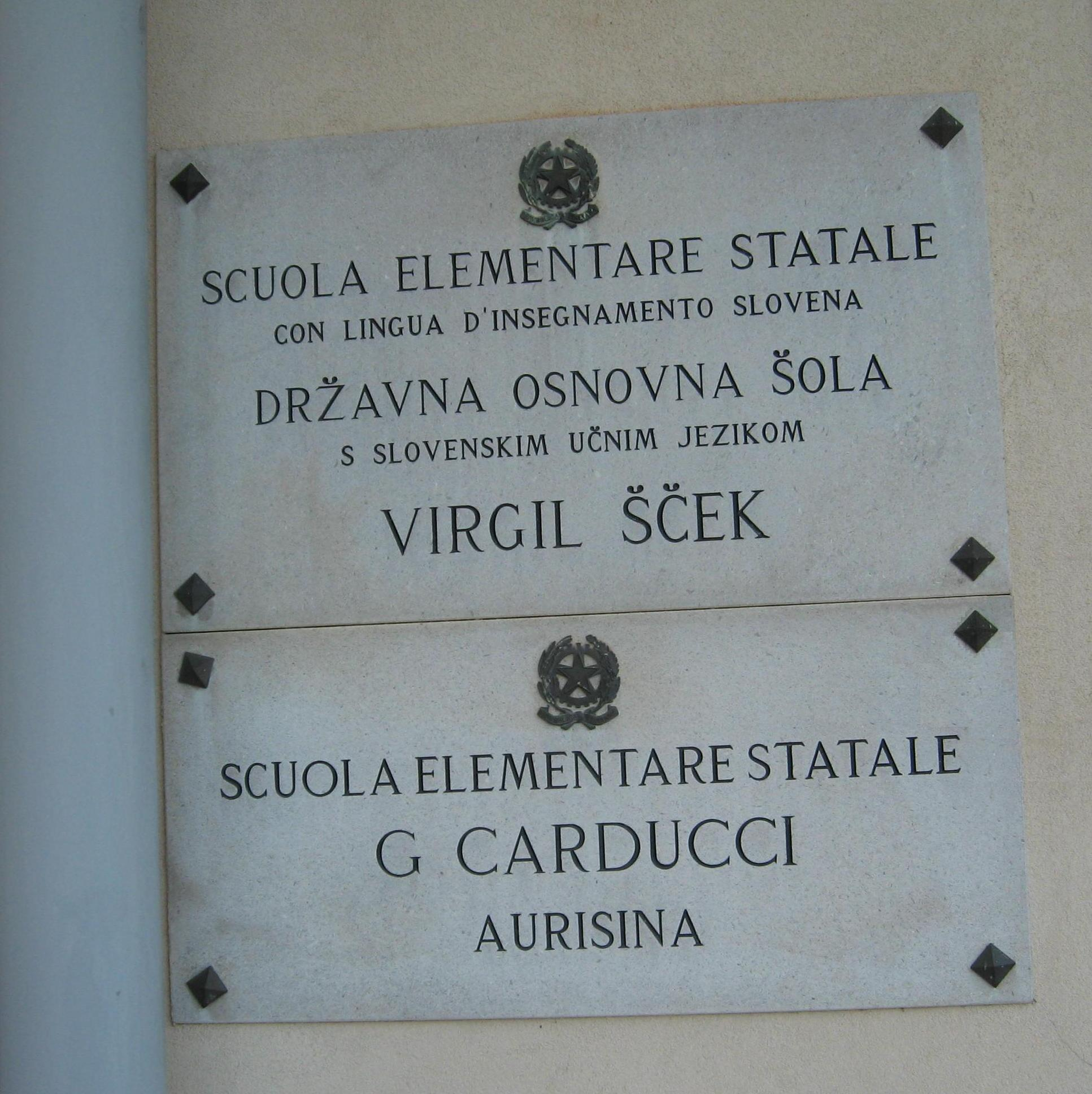
Targhe all'ingresso dell'edificio che ospita la scuola elementare con lingua d'insegnamento slovena e la scuola elementare con lingua d'insegnamento italiana di Aurisina.

Il censimento del 1910, quando il territorio comunale faceva ancora parte dell'Impero austro-ungarico, la popolazione era costituita per oltre il 90% da abitanti di lingua slovena.  Secondo il censimento del 1921 la popolazione era così etnicamente distribuita:
| paese       | italiani | sloveni |
| ----------- | -------- | ------- |
| Aurisina    | 486      | 1310    |
| Duino       | 135      | 215     |
| San Pelagio | 0        | 478     |
| Slivia      | 5        | 335     |
| Medeazza    | 3        | 127     |

La componente della popolazione italiana ebbe un rilevante incremento nel secondo dopoguerra, allorché furono costruiti due insediamenti (Borgo San Mauro presso Sistiana e Villaggio del Pescatore nei pressi di Duino), in cui vennero accolti circa 2900 profughi dell'Istria; da allora la componente di madrelingua italiana costituisce la maggioranza della popolazione, come viene confermato dal censimento del 1971, l'ultimo a indicare le comunità linguistiche:
|                              |                              |  |       |       |
| ---------------------------- | ---------------------------- |  | ----- | ----- |
| madrelingua italiana (4.713) | madrelingua italiana (4.713) |  | 62,5% | 62,5% |
| madrelingua slovena (2.829)  | madrelingua slovena (2.829)  |  | 37,5% | 37,5% |

Secondo una stima governativa del 1983, nel comune di Duino-Aurisina il 34% della popolazione era di lingua slovena.
In base ad apposite norme, agli abitanti di madrelingua slovena vengono garantiti l'istruzione obbligatoria nella propria madrelingua e l'uso della stessa nei rapporti con le istituzioni pubbliche.

## Cultura
A Duino è situato il "Collegio del Mondo Unito dell'Adriatico", che ospita studenti provenienti da tutto il mondo. Inoltre, sempre nella località, ha sede la Scuola Internazionale di Musica da Camera del Trio di Trieste.

## Geografia antropica
L'insediamento umano è sparso in una dozzina di frazioni. Le tre più importanti (Duino, Sistiana e Aurisina) sono poste lungo l'asse della vecchia strada che univa Trieste con la pianura friulana. Le altre piccole località del comune sono poste nelle vicinanze dei castellieri, antichi insediamenti pre-romani.
Prima della costituzione del comune nel 1928 il territorio era suddiviso in più comuni catastali: Duino e la parte occidentale di Sistiana erano parte del distretto amministrativo di Monfalcone, mentre Malchina, Slivia, Precenico, San Pelagio e Aurisina  erano soggette al distretto giuridico di Comeno, parte del distretto amministrativo di Sesana. L'intero territorio dell'attuale comune era quindi incluso nella Contea Principesca di Gorizia e Gradisca. Dopo l'annessione all'Italia il territorio venne incluso nella Provincia di Trieste e con la riforma del 1927 sulla soppressione e unione di comuni, il comprensorio venne unito in un unico ente comunale. Ora il municipio si trova ad Aurisina Cave.

### Frazioni e località
I dati sulla popolazione delle seguenti frazioni e località derivano in parte dal censimento ISTAT 2011:
- Aurisina / Nabrežina: 2.190 ab. (2001), che comprende i sobborghi Cave / Kamnolomi e Stazione / Postaja
- Aurisina Santa Croce / Nabrežina Križ: 344 ab.
- Ceroglie o Ceroglie dell'Ermada / Cerovlje: 147 ab.
- Duino / Devin: 1.421 ab. (2001)
- Malchina / Mavhinje: 239 ab.
- Medeazza / Medjevas o Medja Vas: 87 ab. (2003)
- Precenico o Precenico di Comeno / Prečnik: 104 ab. (Precenico Inferiore - Dolnji Prečnik: 56 ab. - Precenico Superiore - Gornji Prečnik: 48 ab.)
- Prepotto o Prepotto di San Pelagio / Praprot: 146 ab.
- San Giovanni di Duino o San Giovanni al Timavo / Štivan: 141 ab. (2001)
- San Pelagio / Šempolaj: 250 ab. (2006)
- Sistiana / Sesljan: 2.598 ab., che comprende Borgo San Mauro / Naselje Sveti Mavra
- Slivia / Slivno: 146 ab.
- Ternova o Ternova Piccola o Ternovizza / Trnovca o Trnovica: 72 ab. (2004)
- Villaggio del Pescatore / Ribiško Naselje: 342 ab. (2001)
- Visogliano / Vižovlje: 1.400 ab.

## Economia
L'economia del comune è legata a quella dei vicini centri come Monfalcone e Trieste. Molti cittadini infatti si recano giornalmente in questi centri per il loro lavoro quotidiano o per effettuare acquisti.
Il settore primario, dopo un periodo di crisi, ha cercato negli ultimi anni nuove strade per lo sviluppo. Grazie alla bellezza del territorio infatti sono sorte alcune aziende agrituristiche e di agricoltura biologica. Inoltre anche la produzione vitivinicola ha trovato nuovo successo grazie all'inserimento del comprensorio nella zona DOC del Carso. Da segnalare anche la presenza di impianti per la maricoltura, mentre la pesca del tonno, fiorente fino agli anni cinquanta, oggi è scomparsa. Le cave di marmo, una volta primaria attività economica del comune, ora sono in parziale stato di abbandono.
Il principale insediamento industriale è il Cartiere Burgo sito nella frazione di San Giovanni di Duino. È in costruzione una zona artigianale ad Aurisina Cave che dovrebbe dare nuovo impulso all'attività industriale nel comune.
Il turismo, quasi esclusivamente estivo, è per lo più legato al passaggio verso i centri balneari dell'Istria e della Dalmazia. È stata riqualificata la cava sul mare abbandonata, vicina alla baia di Sistiana, con la costruzione di un nuovo insediamento e porticciolo turistico, Portopiccolo; l'intervento è stato osteggiato da associazioni ambientaliste e dalla minoranza slovena.
Altri siti utilizzati in funzione turistica sono il sito paleontologico di Villaggio del Pescatore, la Grotta delle Torri di Slivia ed il monte Ermada, ove sono presenti i resti delle postazioni militari utilizzate nella prima guerra mondiale. Come detto è in forte crescita l'agriturismo ed il settore extra-alberghiero.

## Infrastrutture e trasporti

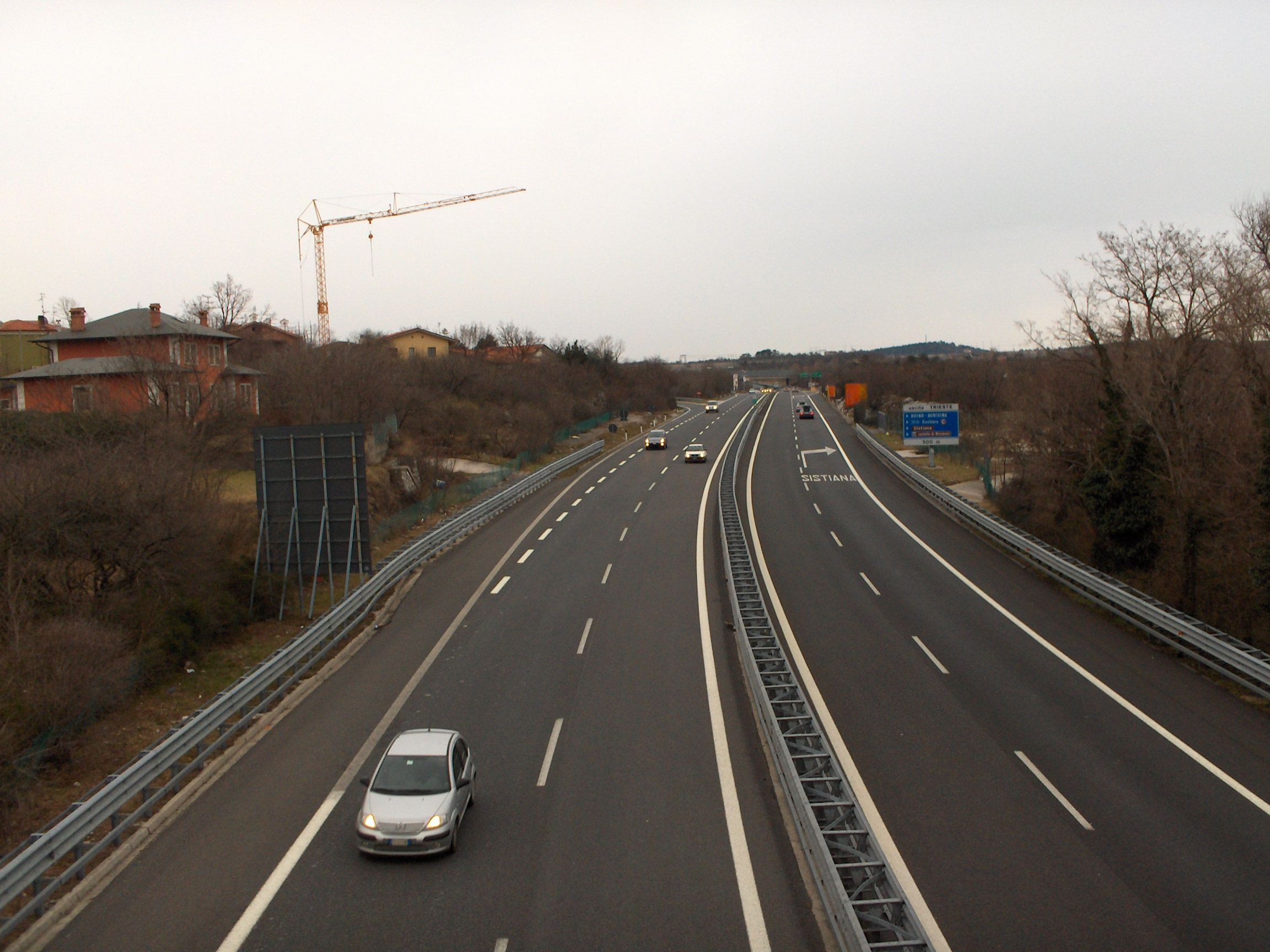
Il termine dell'autostrada A4 presso Sistiana

Nel comune termina l'autostrada A4 proveniente da Torino, che si allaccia senza soluzione di continuità con il raccordo autostradale per Padriciano. La SS 14, che collega Trieste con Venezia, percorre il comune e dopo l'allacciamento con l'A4 a Sistiana, diventa strada litoranea. Nella frazione di San Giovanni di Duino nasce la SR 55 che unisce la provincia di Trieste con Gorizia.
Il comune è fornito poi di una buona rete di strade provinciali che collegano i centri minori con le arterie principali. Esso è collegato con delle linee della Trieste Trasporti al capoluogo, nonché, anche con il resto della regione, tramite i servizi della APT Gorizia.
A nord dell'abitato di San Pelagio vi è un valico confine di Stato con la Slovenia.
Il territorio comunale è attraversato da due linee ferroviarie:
- la Monfalcone-Trieste Centrale, utilizzata dalle ferrovie Venezia-Trieste e Udine-Trieste;
- la ferrovia Meridionale che permette i collegamenti tra le linee sopracitate e la Slovenia.

Il comune è servito da tre stazioni ferroviarie: Sistiana-Visogliano e Bivio d'Aurisina si trovano sulla Monfalcone-Trieste, mentre la stazione di Aurisina è ubicata lungo la linea per la Slovenia. La stazione di  Bivio d'Aurisina prende tale nome proprio perché è la località ferroviaria da cui si separano le due linee. Solamente le due stazioni sulla linea per Venezia vengono utilizzate per il traffico passeggeri. La fermata Duino-Timavo, invece, è stata soppressa negli anni ottanta.
D'estate il porticciolo di Sistiana è collegato, da una linea marittima, con Trieste, Grignano e Barcola.

## Amministrazione

### Sindaci dal 1993
| Periodo | Periodo   | Primo cittadino   | Partito                                  | Carica  | Note |
| ------- | --------- | ----------------- | ---------------------------------------- | ------- | ---- |
| 1993    | 1997      | Giorgio Depangher | Partito Democratico della Sinistra (PDS) | Sindaco |      |
| 1997    | 2002      | Marino Vocci      | Centro sinistra                          | Sindaco |      |
| 2002    | 2007      | Giorgio Ret       | Lista civica                             | Sindaco |      |
| 2007    | 2012      | Giorgio Ret       | Lista civica                             | Sindaco |      |
| 2012    | 2017      | Vladimir Kukanja  | Centro sinistra                          | Sindaco |      |
| 2017    | 2022      | Daniela Pallotta  | Fratelli D'Italia                        | Sindaco |      |
| 2022    | in carica | Igor Gabrovec     | Partito Democratico                      | Sindaco |      |

### Gemellaggi

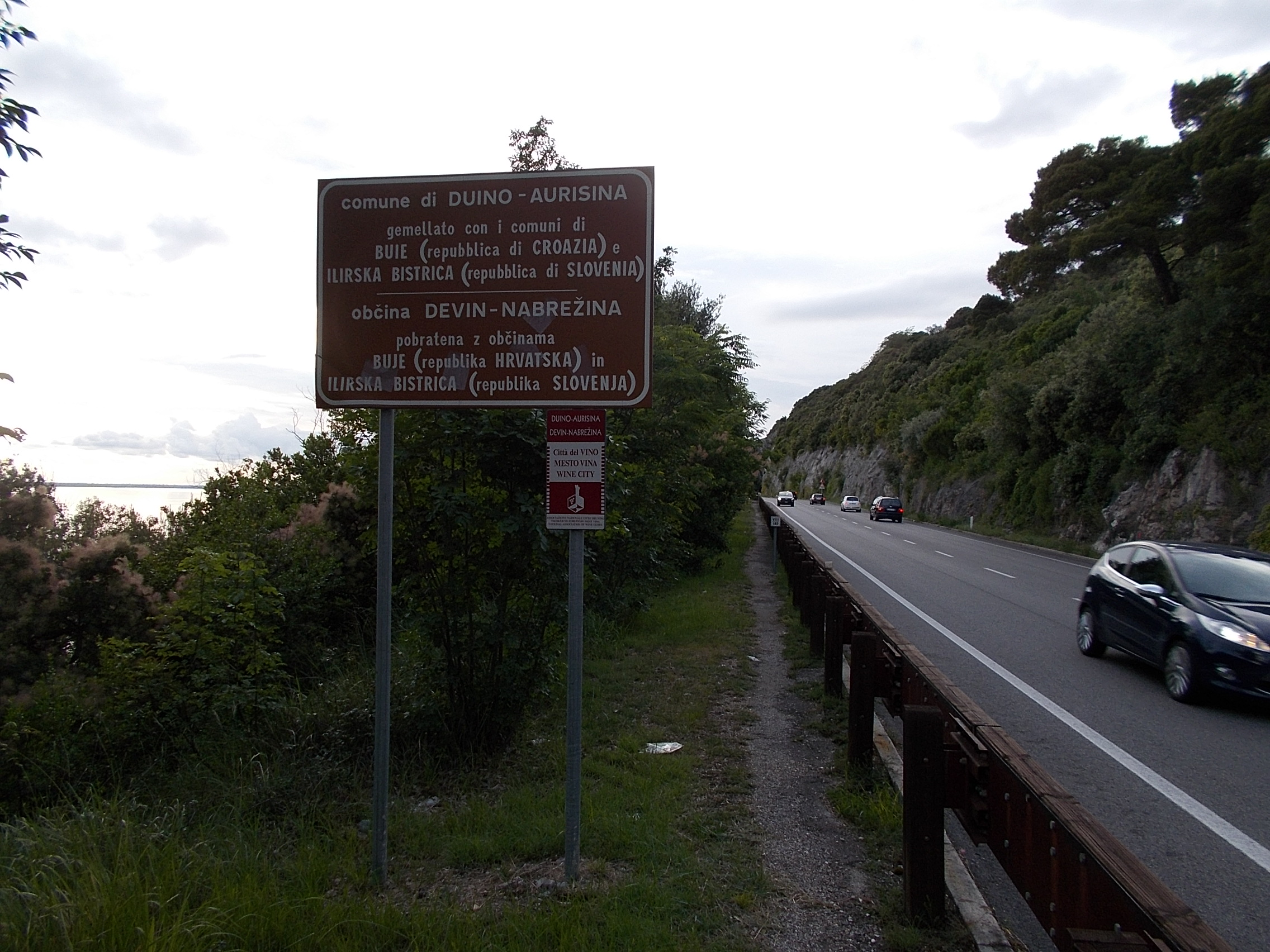
Comuni gemellati

- Buje
- Ilirska Bistrica

## Sport
Il comune dispone di tre campi sportivi comunali e di una palestra. Le località costiere del comune ospitano dei porticcioli usati per gli sport nautici e sempre lungo la costa, in particolare presso la Baia di Sistiana si pratica anche l'arrampicata sportiva. Ad Aurisina Stazione è presente una pista artificiale per lo sci. L'ambiente carsico favorisce anche l'interesse per la speleologia.
Nel comune hanno sede alcune società sportive. Tra le società veliche vi è una delle più antiche d'Italia, la Pietas Julia.
Il Dart Club Aurisina ha vinto cinque campionati a squadre di freccette e tre Coppe Italia. Molti anche i titoli individuali vinti da giocatori di questo club.

## Galleria d'immagini

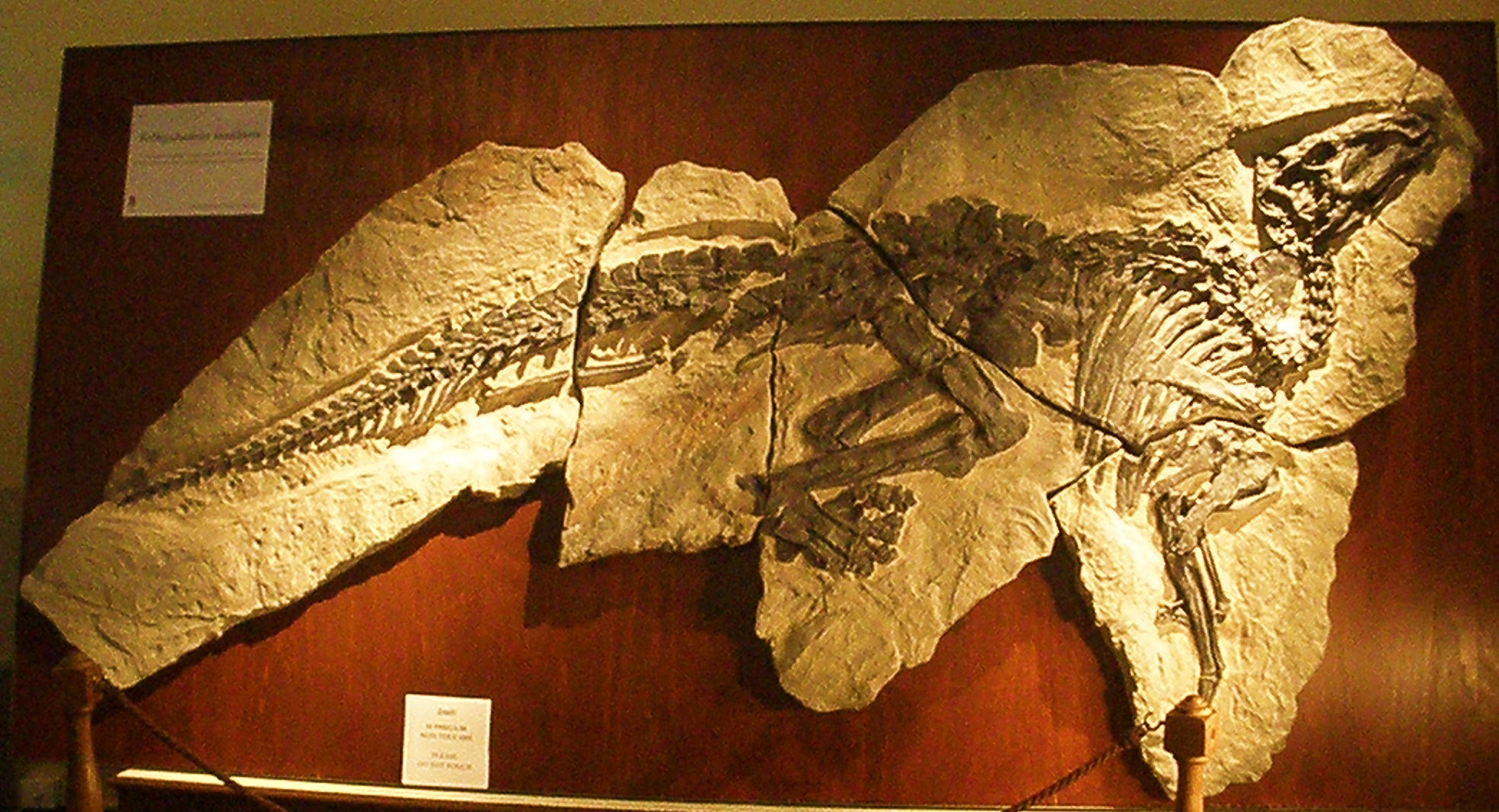
Resti fossili del Tethyshadros insularis scoperto presso il Villaggio del Pescatore.
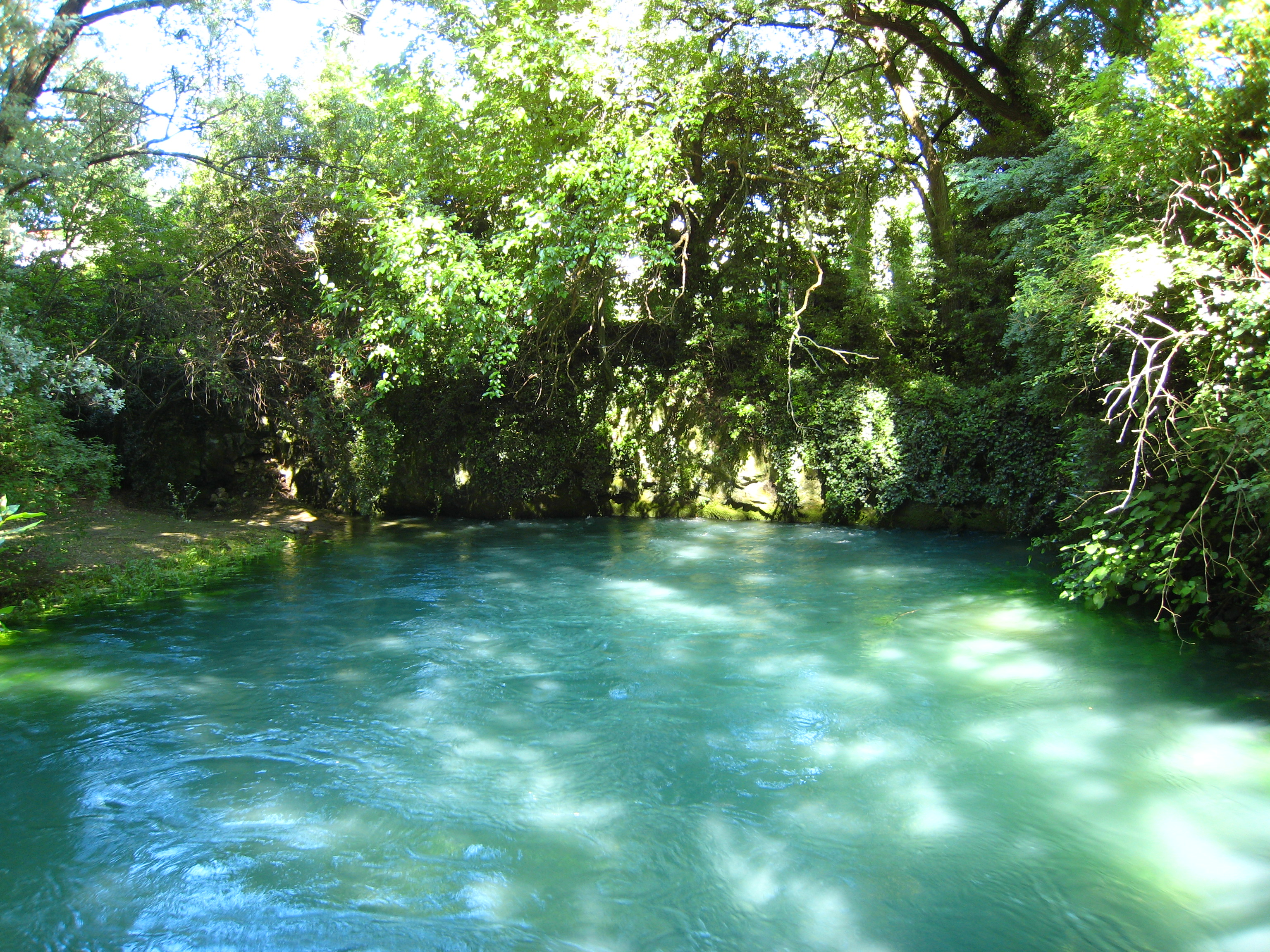
Le Risorgive del Timavo.
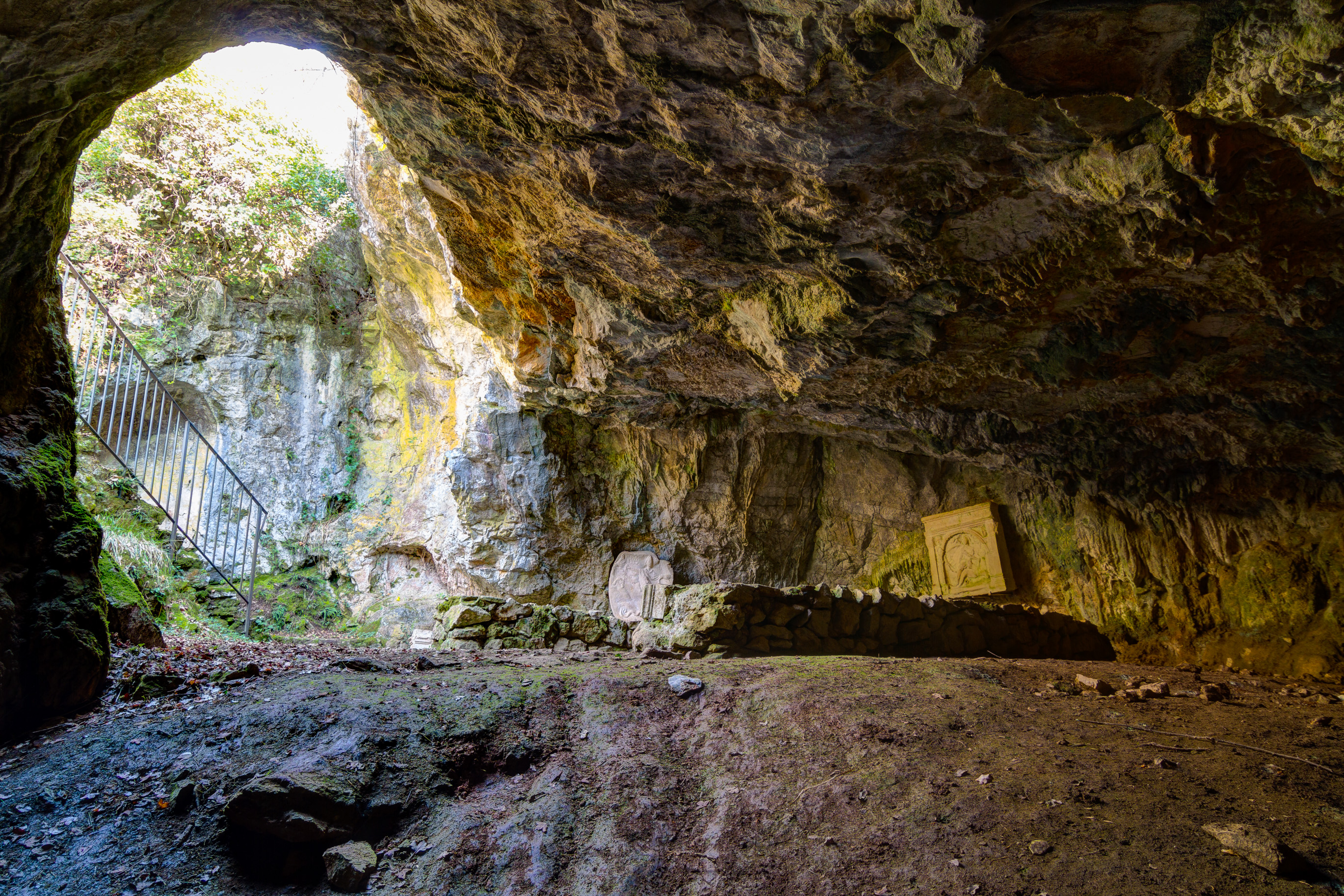
Grotta del Mitreo.
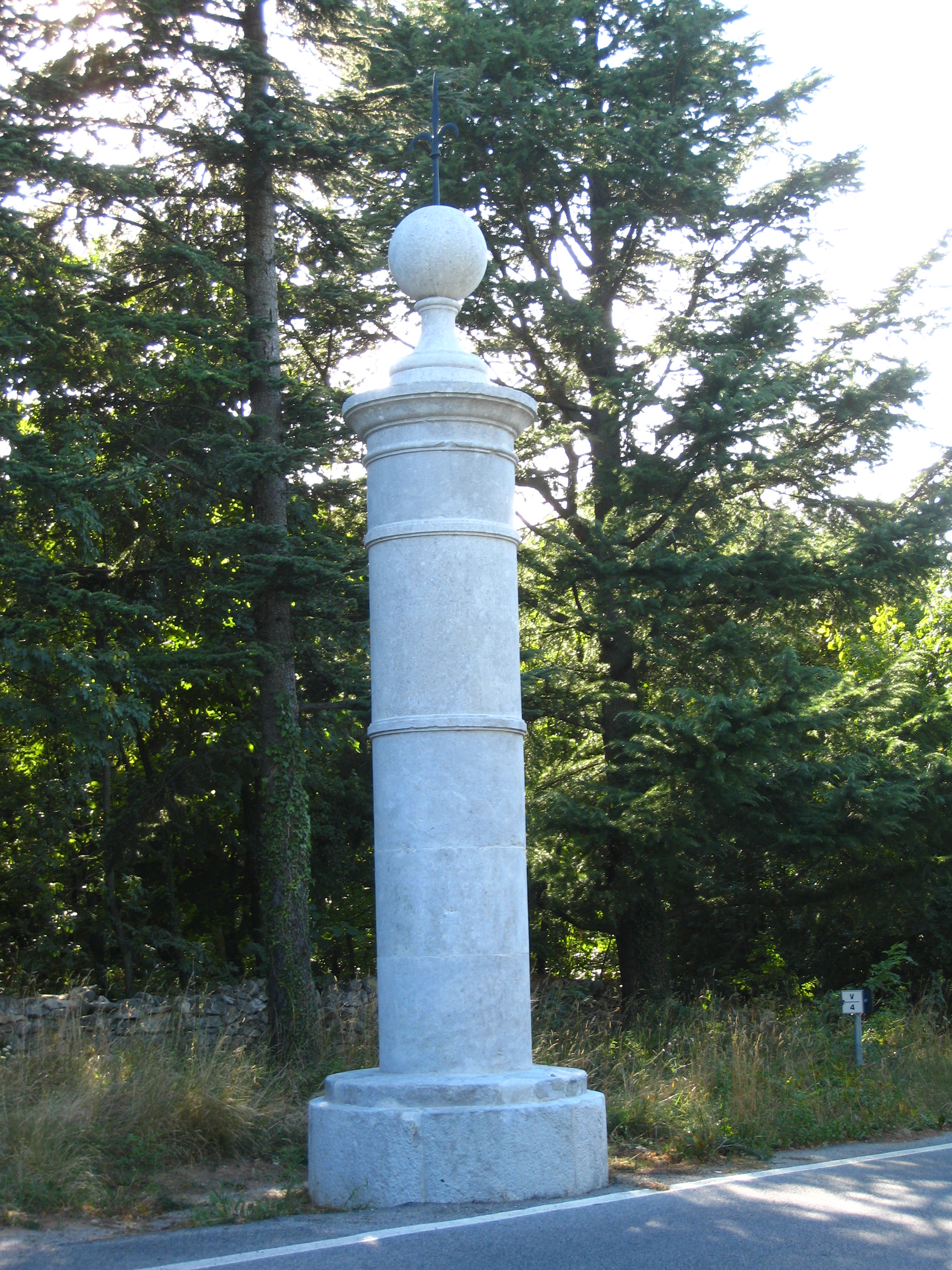
Colonna che segna il confine fra la diocesi di Trieste e quella di Gorizia.
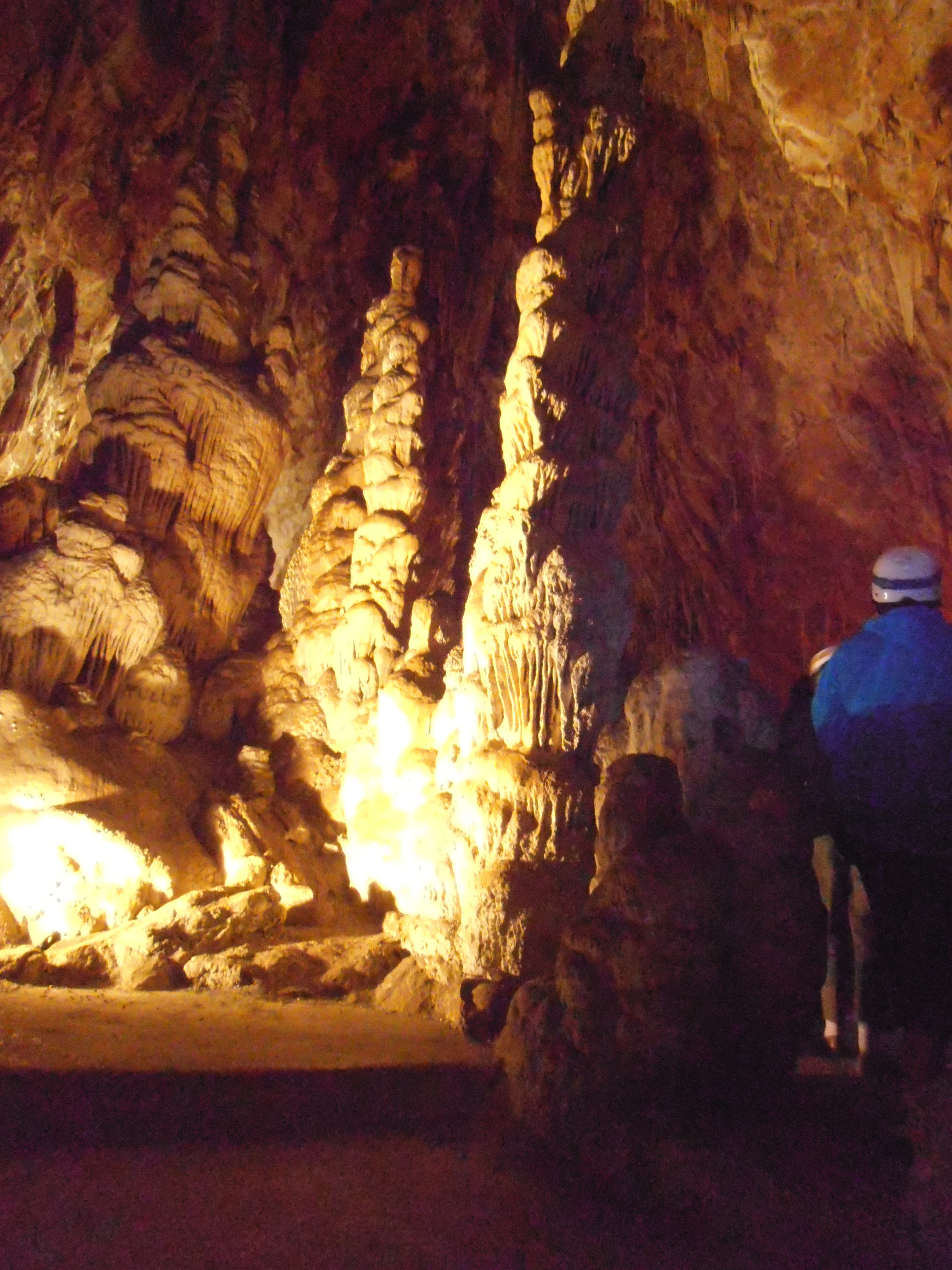
Grotta Torri di Slivia.
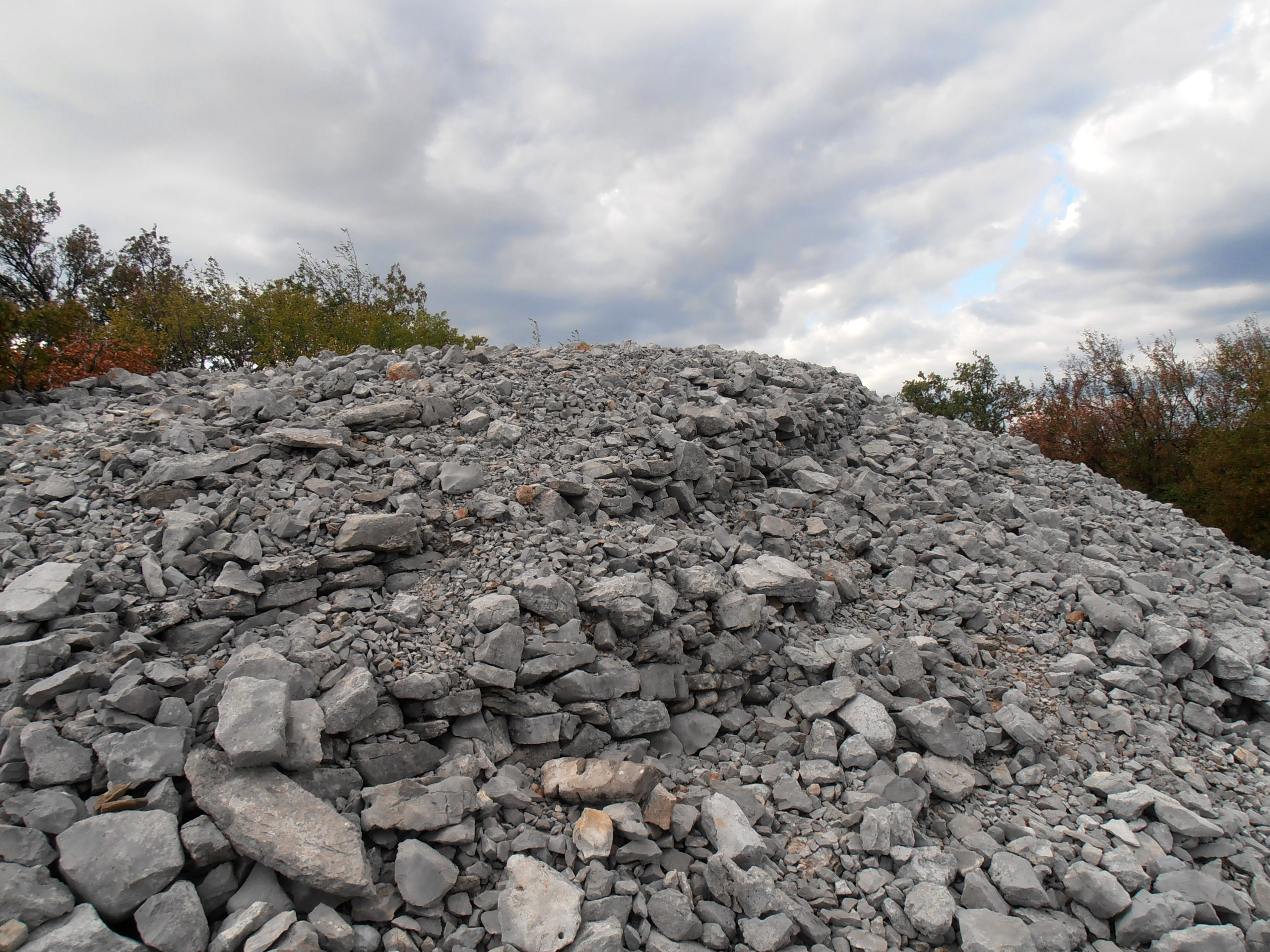
Resti del Castelliere di Slivia.
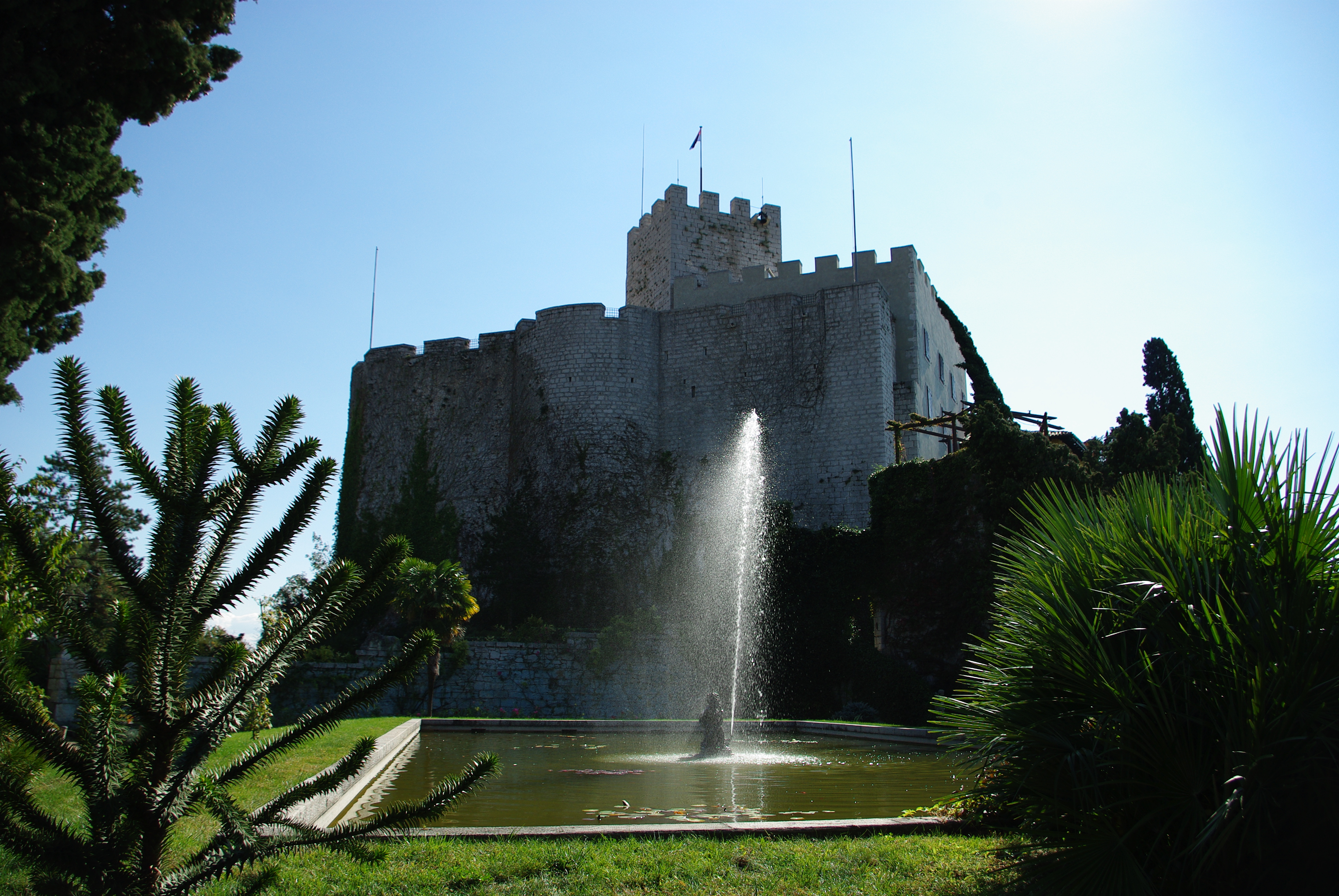
Parco del Castello di Duino.
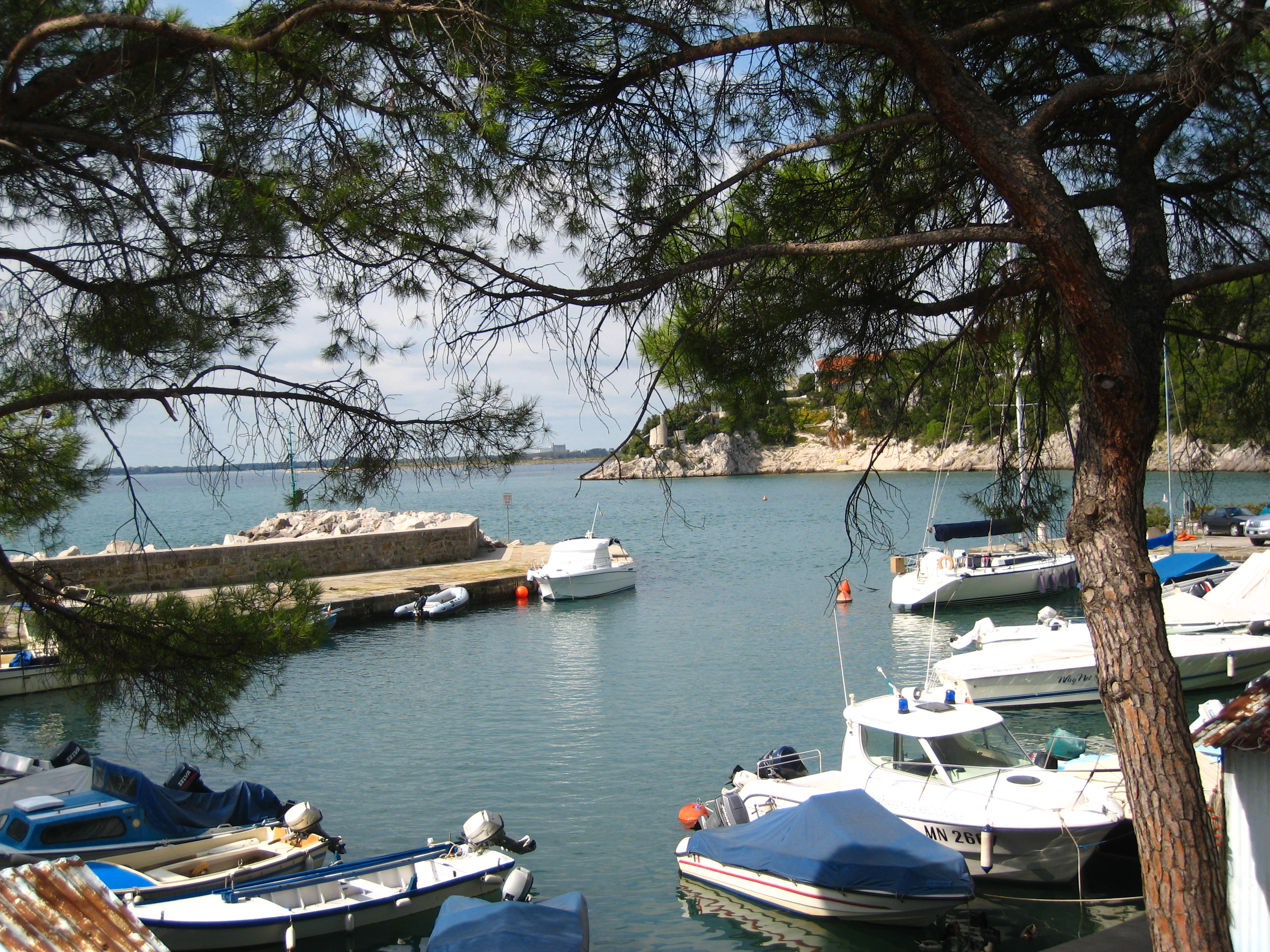
Il porticciolo di Duino.
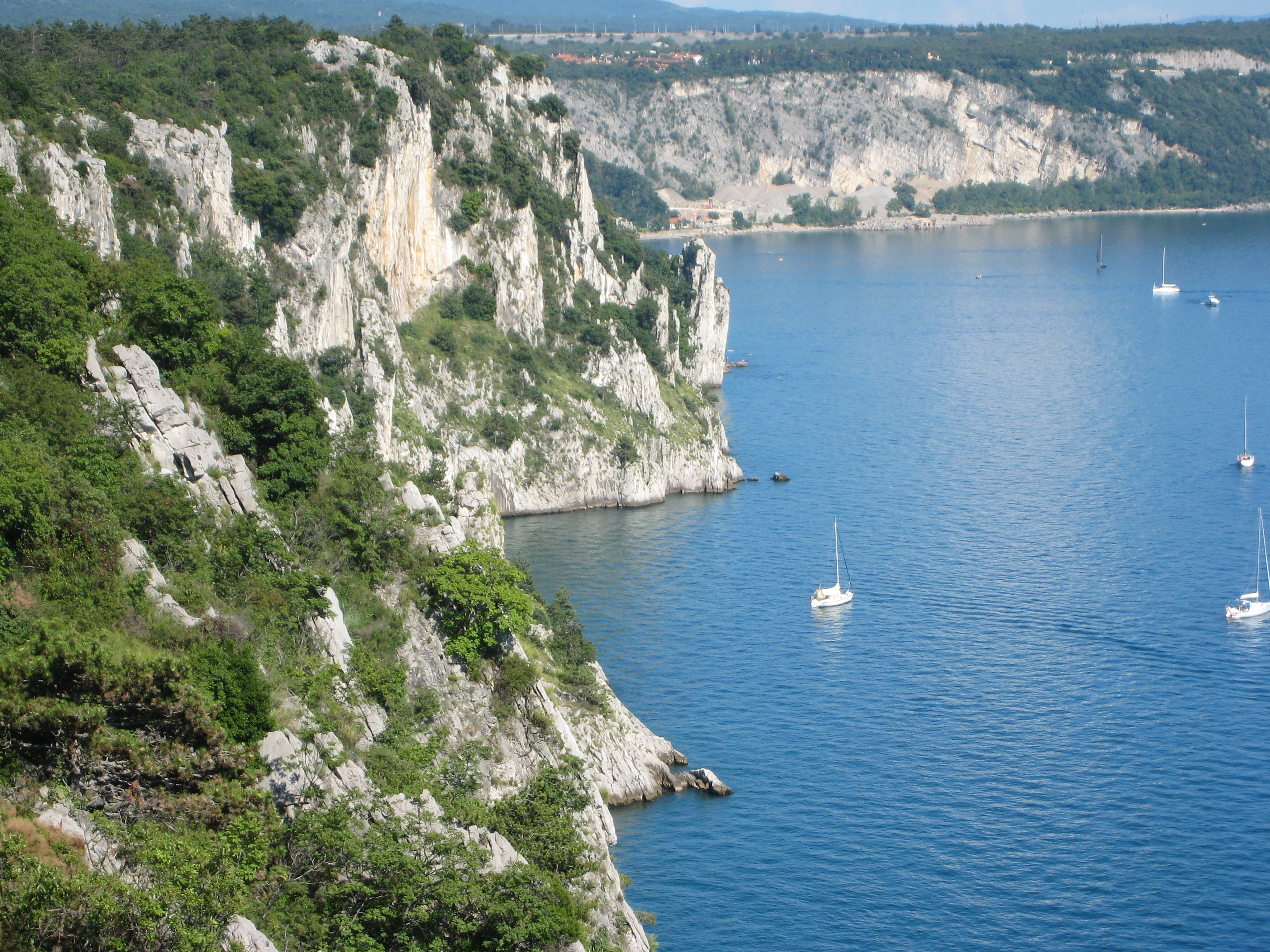
Veduta dal sentiero Rilke.
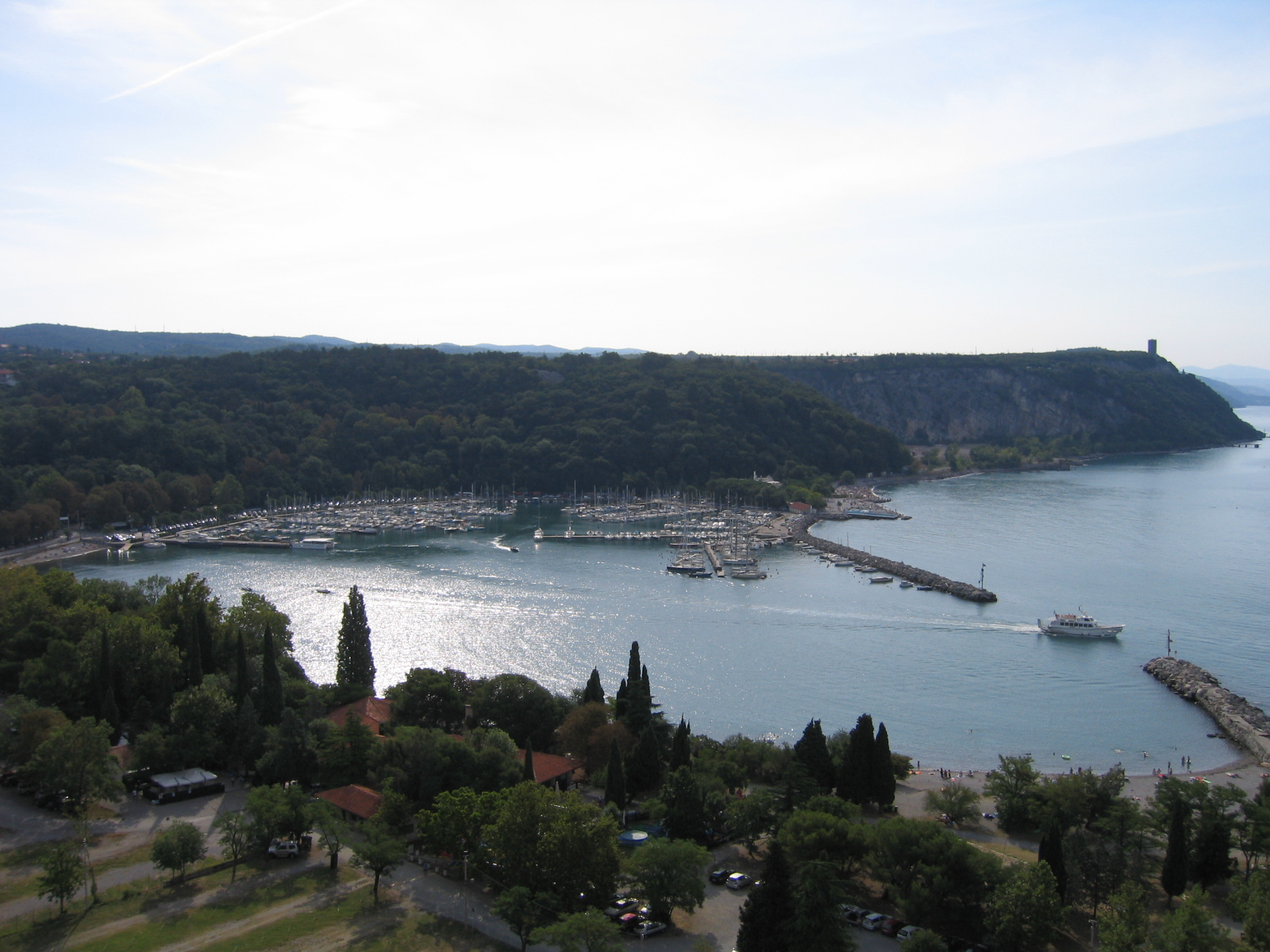
Baia di Sistiana.
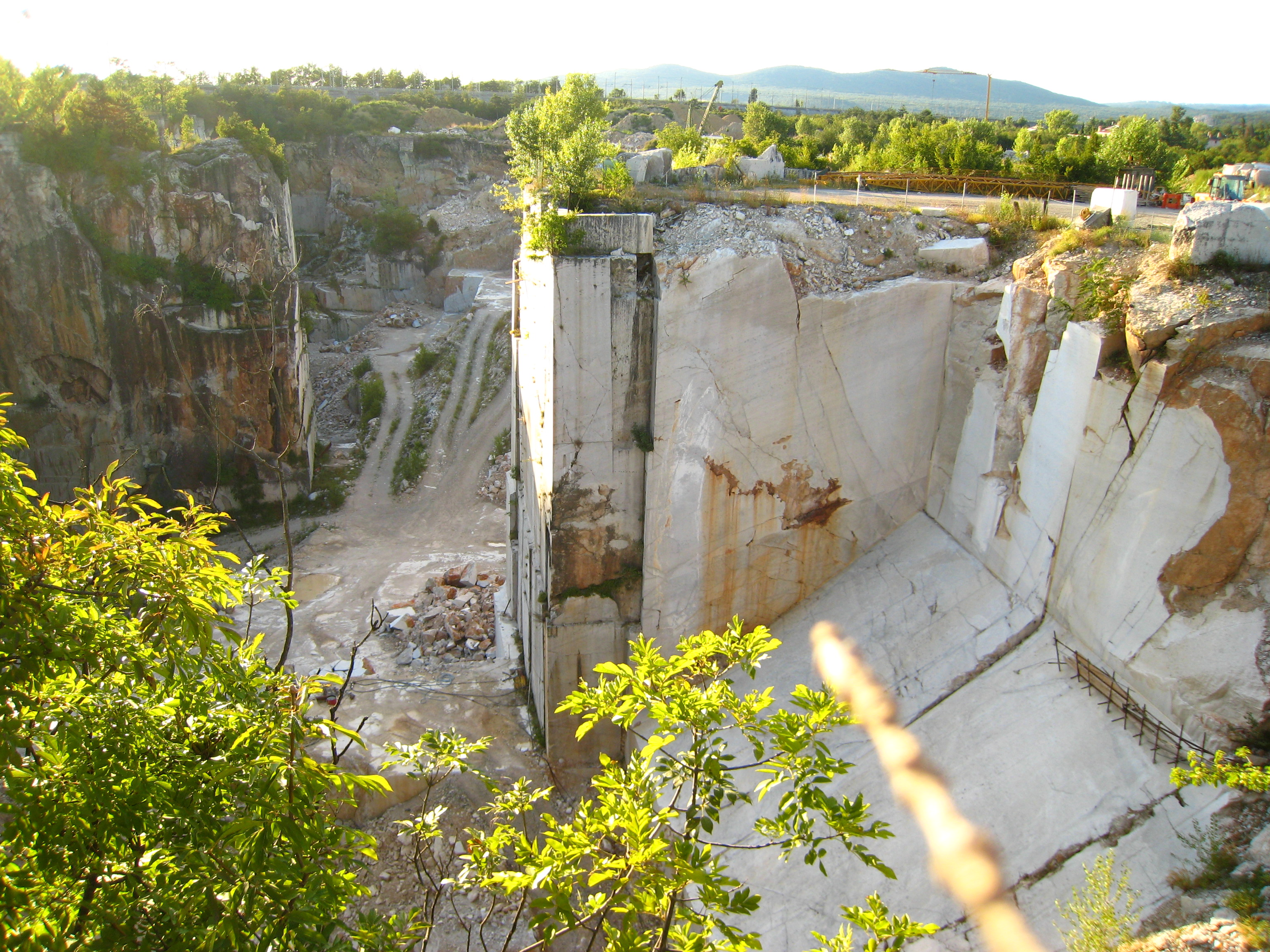
La cava romana
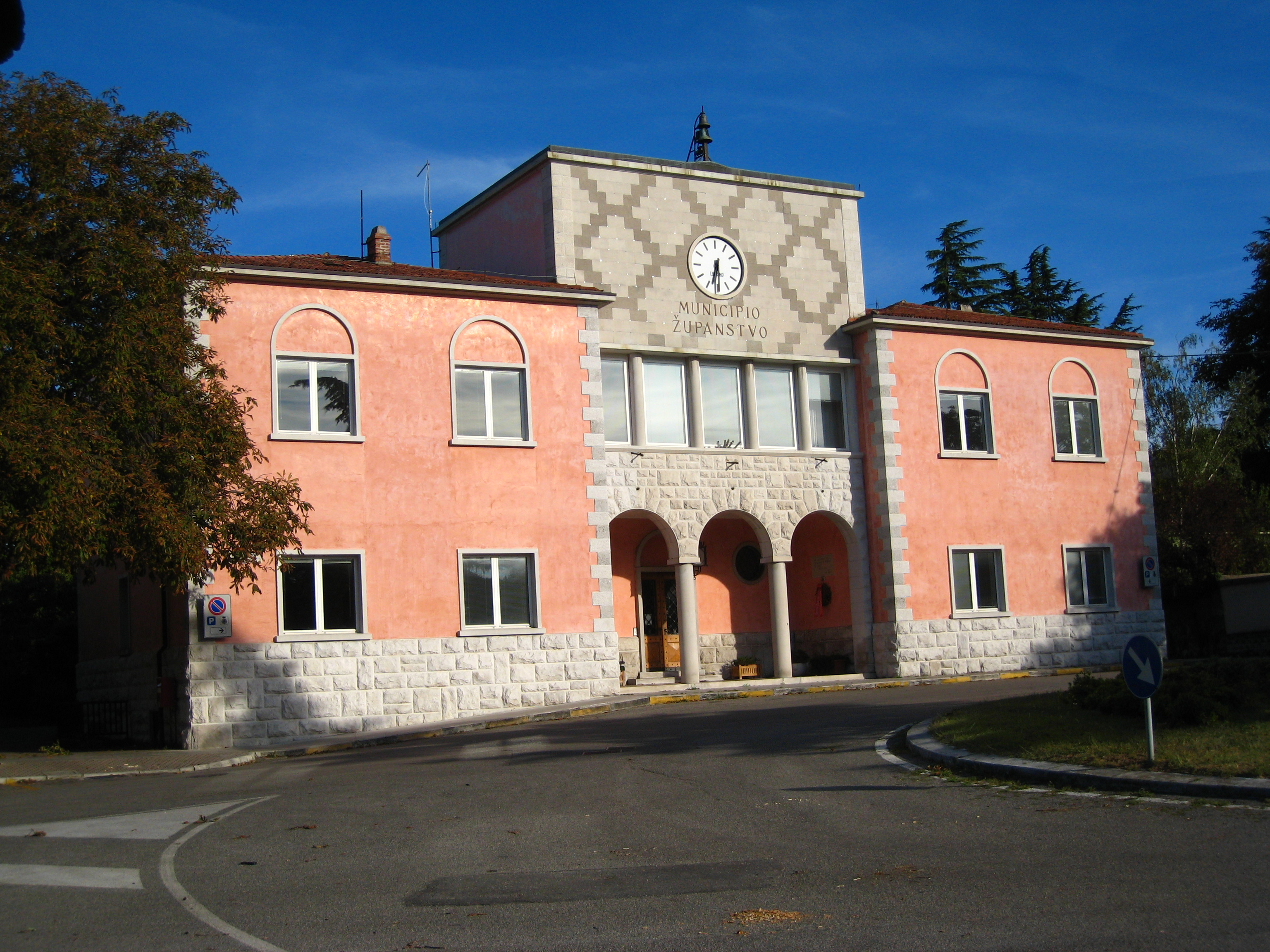
Il municipio